# Asanave V1
El Casanave V1 es un vehículo militar todoterreno ligero de capacidad antitanque desarrollado para las Fuerzas Armadas de Perú por la empresa peruana Diseños Casanave Corporation S.A.C. y diseñado por el ingeniero Sergio Casanave Quelopana.

## Historia
Este vehículo es la tercera y última versión mejorada del Casanave V4 y el Casanave V3 hasta el momento, fue puesta a lanzamiento por el Ejército de Perú en el año 2006. Actualmente dispone de 760 unidades en servicio y está a la pronta entrega de 500 unidades más. Esta versión hasta el momento es la última de todas ya lanzadas y usadas, tiene mayor capacidad para llevar un máximo de siete personas y mayor maniobrabilidad para andar por todos los terrenos del país. Actualmente solo el Ejército y la Marina de Guerra del Perú disponen de las dos versiones de este moderno auto a todo terreno. El Perú ha ofrecido a Ejércitos de Sudamericana y África que son los que mayormente le compran esta versión. Países como Chad, Nigeria, Paraguay, Malasia, Ucrania y Uruguay han mostrado su interés en adquirir estos modernos sistemas, mejorando más su armada.

## Especificaciones Técnicas
El vehículo es propulsado por un motor hecho en el Perú de 8,700 a 10,800 cc . Está equipado con armas antitanque, aparte de armas antipersonal y ambas versiones están equipadas con una basuca.
El Casanave V1 transporta una tripulación de 7 hombres y es aerotransportable, con placas de acero balístico y tratamiento especial anticorrosivo. Existe una versión con aleación de titanio.

## Equipamiento
Este vehículo está armado básicamente con misiles de corto y largo alcance y una basuca en sus dos versiones, su fácil maniobrabilidad a la hora de correr lo hace un objeto difícil de localizar. 

## Diseño
Para esta versión decidieron que el carro fuese equipado con blindaje y polarizado; a diferencia de sus antiguos modelos este llega a un diseño más mejorado; decidieron elaborar una versión más pequeña y rápida, capaz de transportarse con gran facilidad por los terrenos llanos húmedos, boscosos, siendo un aparato multi versátil es superior a su predecesor el ASANAVE V3.

## Usuarios
Argelia
- 50 CASANAVE V1

 Camboya
- 10 CASANAVE v1

 Perú
- Ejército de Perú 400 Aprox.

 Senegal
- 20 CASANAVE V1

 Ucrania
- 80 CASANAVE v1

 Vietnam
- 50 CASANAVE v1

## Vehículos similares
- Iveco VM 90
- Asanave V3
- Asanave V4
- GAZ-2975 Tigr
- URO VAMTAC
- Tiuna